# Club Calcio Catania 1955-1956
Questa pagina raccoglie le informazioni riguardanti il Club Calcio Catania nelle competizioni ufficiali della stagione 1955-1956.

## Stagione
Il traumatico ritorno in Serie B è un duro colpo da assorbire, così dopo due stagioni di buoni risultati, il presidente Giuseppe Rizzo si fa da parte, gli succede una triarchia composta da Michele Giuffrida, Marco Orlando e Agatino Pesce, uomini d'affari catanesi, una reggenza straordinaria con scadenza al giugno 1956. L'allenatore Andreoli non lascia la nave che vacilla in un mare in tempesta, con lui molti calciatori che nel torneo cadetto sono una certezza. La squadra pur con alti e bassi, disputa un onorevole campionato, chiudendo al quinto posto con 40 punti, in condominio con il Cagliari. Un epilogo su cui la pur valorosa armata ha ben poco da recriminare, avendo dimostrato spesso di essere una squadra troppo leziosa, per farsi largo nella giungla della "B", dove la sciabola è più utile del fioretto. Nella stagione 1955-1956 il Catania disputò il decimo campionato di Serie B della sua storia. Il torneo ha promosso in Serie A l'Udinese ed il Palermo.

## Divise
| 1ª maglia |

## Organigramma societario
Area direttiva
- Presidente: Agatino Pesce, Michele Giuffrida e Mario Orlando.

Area tecnica
- Allenatore: Piero Andreoli, poi dopo il 16 aprile 1956 Enzo Bellini[2]

## Rosa
| N. |                   | Ruolo | Calciatore           |
| -- | ----------------- | ----- | -------------------- |
|    | Italia (bandiera) | P     | Ezio Bardelli        |
|    | Italia (bandiera) | P     | Vincenzo Bosco       |
|    | Italia (bandiera) | P     | Livio Puccioni       |
|    | Italia (bandiera) | D     | Umberto Boniardi     |
|    | Italia (bandiera) | D     | Varo Bravetti        |
|    | Italia (bandiera) | D     | Luigi Origgi         |
|    | Italia (bandiera) | C     | Nino Malinverni      |
|    | Italia (bandiera) | C     | Sergio Perin         |
|    | Italia (bandiera) | C     | Ferruccio Santamaria |

| N. |                           | Ruolo | Calciatore           |  |
| -- | ------------------------- | ----- | -------------------- |  |
|    | Italia (bandiera)         | C     | Jone Spartano        |  |
|    | Italia (bandiera)         | A     | Franco Bassetti      |  |
|    | Italia (bandiera)         | A     | Renato Cattaneo      |  |
|    | Italia (bandiera)         | A     | Aldo Fontana         |  |
|    | Italia (bandiera)         | A     | Vittorio Ghiandi     |  |
|    | Danimarca (bandiera)      | A     | Karl Aage Hansen     |  |
|    | Italia (bandiera)         | A     | Guido Klein          |  |
|    | Italia (bandiera)         | A     | Sergio Quoiani       |  |
|    | Germania Ovest (bandiera) | A     | Karl-Heinz Spikofski |  |

## Risultati

### Serie B

#### Girone di andata
| Arbitro: | Grillo (Afragola) |

|                               |           |  |
| Bassetti 40’ Ghiandi 75’, 82’ | Marcatori |  |

| Arbitro: | Corallo (Lecce) |

|              |           |  |
| Bassetti 80’ | Marcatori |  |

| Arbitro: | Grillo (Afragola) |

|           |           |                     |
| Carta 55’ | Marcatori | 75’ (aut.) Provezza |

| Arbitro: | Ferrari (Milano) |

|               |           |  |
| Scarascia 61’ | Marcatori |  |

| Arbitro: | Boati (Milano) |

|                         |           |  |
| Ghiandi 40’ Quoiani 84’ | Marcatori |  |

| Arbitro: | Griggi (Brescia) |

|                  |           |  |
| Cattaneo 1’, 27’ | Marcatori |  |

| Alessandria 30 ottobre 1955 7ª giornata | Alessandria     | 0 – 0 | Catania | Stadio Giuseppe Moccagatta\| Arbitro: \| Corallo (Lecce) \| |
| Arbitro:                                | Corallo (Lecce) |       |         |                                                             |

| Verona 6 novembre 1955 8ª giornata | Verona             | 0 – 0 | Catania | Stadio Marcantonio Bentegodi\| Arbitro: \| Campanati (Milano) \| |
| Arbitro:                           | Campanati (Milano) |       |         |                                                                  |

| Arbitro: | Grillo (Afragola) |

|                               |           |              |
| Bassetti 42’, 57’ Ghiandi 84’ | Marcatori | 65’ Lojodice |

| Arbitro: | Fornari (Bologna) |

|             |           |  |
| Fontana 25’ | Marcatori |  |

| Arbitro: | Campanati (Milano) |

|                              |           |  |
| Secchi 13’, 26’ Bredesen 23’ | Marcatori |  |

| Arbitro: | Piemonte (Monfalcone) |

|           |           |            |
| Sanna 41’ | Marcatori | 72’ Hansen |

| Arbitro: | Maghernino (San Severo) |

|                |           |                |
| Santamaria 90’ | Marcatori | 61’ Malighetti |

| Arbitro: | Caputo (Napoli) |

|                                 |           |  |
| Bassetti 12’, 65’ Spikofski 49’ | Marcatori |  |

| Arbitro: | Perego (Milano) |

|  |           |           |
|  | Marcatori | 42’ Klein |

| Arbitro: | Marchetti (Milano) |

|               |           |           |
| Spikofski 43’ | Marcatori | 28’ Luosi |

| Arbitro: | Marchetti (Milano) |

|                                      |           |                              |
| Bertoni III 16’ Baccalini 88’ (rig.) | Marcatori | 47’, 72’ Spikofski 60’ Klein |

#### Girone di ritorno
| Arbitro: | Rigato (Mestre) |

|                           |           |                |
| Caprile 60’ Bettolini 72’ | Marcatori | 88’ Malinverni |

| Arbitro: | Bonetto (Torino) |

|                 |           |           |
| Gritti 15’, 88’ | Marcatori | 55’ Perin |

| Arbitro: | Caputo (Napoli) |

|              |           |                                   |
| Bassetti 49’ | Marcatori | 11’ (aut.) Malinverni 13’ Rebizzi |

| Arbitro: | Angelini (Firenze) |

|                                    |           |                  |
| Bassetti 10’, 50’ Klein 64’ (rig.) | Marcatori | 35’ Giammarinaro |

| Arbitro: | Guarnaschelli (Pavia) |

|         |           |  |
| Erba 2’ | Marcatori |  |

| Taranto 18 marzo 1956 23ª giornata | Taranto         | 0 – 0 | Catania | Stadio Valentino Mazzola\| Arbitro: \| Perego (Milano) \| |
| Arbitro:                           | Perego (Milano) |       |         |                                                           |

| Arbitro: | Smorto (Reggio Calabria) |

|                                        |           |               |
| Ghiandi 21’ Cattaneo 72’ Spikofski 79’ | Marcatori | 60’ Marchetto |

| Arbitro: | Annoscia (Bari) |

|           |           |  |
| Klein 68’ | Marcatori |  |

| Monza 8 aprile 1956 26ª giornata | Simmenthal-Monza | 0 – 0 | Catania | Stadio San Gregorio\| Arbitro: \| Rigato (Venezia) \| |
| Arbitro:                         | Rigato (Venezia) |       |         |                                                       |

| Arbitro: | Grillo (Afragola) |

|                   |           |             |
| Temellin 40’, 75’ | Marcatori | 83’ Bertoni |

| Catania 29 aprile 1956 28ª giornata | Catania          | 0 – 0 | Udinese | Stadio Cibali\| Arbitro: \| Ferrari (Milano) \| |
| Arbitro:                            | Ferrari (Milano) |       |         |                                                 |

| Arbitro: | Guarnaschelli (Pavia) |

|               |           |  |
| Spikofski 73’ | Marcatori |  |

| Salerno 13 maggio 1956 30ª giornata | Salernitana           | 0 – 0 | Catania | Stadio Donato Vestuti\| Arbitro: \| De Gregorio (Legnano) \| |
| Arbitro:                            | De Gregorio (Legnano) |       |         |                                                              |

| Arbitro: | Grignani (Milano) |

|              |           |             |
| Bernardis 2’ | Marcatori | 12’ Quoiani |

| Arbitro: | Piemonte (Monfalcone) |

|                          |           |  |
| Fontana 12’ Bassetti 84’ | Marcatori |  |

| Arbitro: | Maghernino (San Severo) |

|                                    |           |                                |
| Sandri 23’ Bergamo 44’ Ballico 70’ | Marcatori | 54’ Spikofski 65’, 68’ Quoiani |

| Arbitro: | Smorto (Reggio Calabria) |

|             |           |                  |
| Fontana 33’ | Marcatori | 44’, 56’ Novelli |

## Statistiche

### Statistiche di squadra
| Competizione | Punti | In casa | In casa | In casa | In casa | In casa | In casa | In trasferta | In trasferta | In trasferta | In trasferta | In trasferta | In trasferta | Totale | Totale | Totale | Totale | Totale | Totale | DR  |
| Competizione | Punti | G       | V       | N       | P       | Gf      | Gs      | G            | V            | N            | P            | Gf           | Gs           | G      | V      | N      | P      | Gf     | Gs     | DR  |
| ------------ | ----- | ------- | ------- | ------- | ------- | ------- | ------- | ------------ | ------------ | ------------ | ------------ | ------------ | ------------ | ------ | ------ | ------ | ------ | ------ | ------ | --- |
| Serie B      | 40    | 17      | 12      | 3       | 2       | 29      | 9       | 17           | 2            | 9            | 6            | 13           | 19           | 34     | 14     | 12     | 8      | 42     | 28     | +14 |

### Statistiche dei giocatori[3]
| Giocatore       | Serie B  | Serie B |
| Giocatore       | Presenze | Reti    |
| --------------- | -------- | ------- |
| E. Bardelli     | 20       | -?      |
| F. Bassetti     | 30       | 10      |
| U. Boniardi     | 29       | 0       |
| V. Bosco        | 3        | -?      |
| V. Bravetti     | 28       | 0       |
| A. Fontana      | 13       | 3       |
| V. Ghiandi      | 29       | 5       |
| K.A. Hansen     | 31       | 2       |
| G. Klein        | 13       | 4       |
| N. Malinverni   | 28       | 1       |
| L. Origgi       | 28       | 0       |
| S. Perin        | 17       | 1       |
| L. Puccioni     | 11       | -?      |
| S. Quoiani      | 17       | 4       |
| R. Cattaneo     | 14       | 3       |
| F. Santamaria   | 19       | 1       |
| J. Spartano     | 15       | 0       |
| K.H. Spifkovski | 29       | 7       |